# Leonard Landois
Leonard Landois (Münster, 1º dicembre 1837 – Greifswald, 17 novembre 1902) è stato un fisiologo tedesco.

## Biografia
Studiò medicina presso l'Università di Greifswald, e successivamente fu professore e direttore dell'istituto di fisiologia a Greifswald. Nel 1866 divenne membro dell'Accademia Cesarea Leopoldina. Era il fratello minore dello zoologo Hermann Landois (1835-1905) e genero del botanico Theodor Marsson (1816-1892).
Il suo lavoro coinvolse la ricerca nel campo della parassitologia, condotta da studi sugli insetti, le pulci del cane e il verme parassitario Botriocephalus latus. Inoltre condusse degli studi sul processo di ossificazione che si verifica in particolare sulla cartilagine, tendini e tessuti connettivi. Con l'istruttore, Ludwig Julius Budge (1811-1888), studiò i fenomeni di arresto cardiaco durante la stimolazione elettrica del nervo vago.
Leonard Landois fu un pioniere nello studio delle trasfusioni di sangue e dei fenomeni di agglutinazione. Nel 1875 dimostrò che quando le cellule rosse vengono prelevate da una specie di animali e mescolate con il siero, prelevato da un animale di una specie diversa, le cellule rosse in genere si aggirano e a volte scoppiano (emolisi).

## Opere principali
- Über der Haarbalgparasiten des Menschen; (1861)
- Anatomische Untersuchungen über den Bau der Araneiden. In: Archiv für Anatomie, Physiologie und wissenschaftliche Medizin, Jg. 1868, S. 240-255; con Reinhold Wilhelm Buchholz.[1]
- Die Transfusion des Blutes; (1875)
- Lehrbuch der Physiologie des Menschen; (1880) Digital 4th edition from 1885 by the University and State Library Düsseldorf
- Die Urämie; (1890)